# Gyrandra blumbergiana
Gyrandra blumbergiana är en gentianaväxtart som först beskrevs av Billie Lee Turner, och fick sitt nu gällande namn av J.S.Pringle. Gyrandra blumbergiana ingår i släktet Gyrandra och familjen gentianaväxter. Inga underarter finns listade i Catalogue of Life.